# Christian Theodor Weinlig
Christian Theodor Weinlig, född 25 juli 1780 i Dresden, död 7 mars 1842 i Leipzig, var en tysk tonsättare. Han var brorson till Christian Ehregott Weinlig. 

## Biografi
Christian Theodor Weinlig föddes 1780. Han var brorson till Christian Ehregott Weinlig. Weinlig började studera juridik i Leipzig 1797 och var därefter advokat i Dresden. År 1804 beslutade han sig dock att uteslutande ägna sig åt musik och blev elev hos farbrodern. Han studerade 1806 kontrapunkt hos Stanislao Mattei i Bologna, upptogs följande år bland magistros compositores av Academia filarmonico där. Han utnämndes 1814 till kantor vid Kreuzskolan i Dresden, tog avsked från denna plats 1817, utnämndes 1823 till kantor och musikdirektör vid Thomasskolan i Leipzig. Han skrev, förutom kyrkokompositioner, några häften sångövningar och en bok över fugan (utgiven postumt). Han avled 1842.